# Wojkowice
Wojkowice (udtale: [vɔi̯kɔˈvʲit͡sɛ]; tysk: Woikowize) er en by i den centrale del af voivodskabet Schlesien i det sydlige Polen. Byen har 8.604(2021) indbyggere og et areal på 12,79 km², og er administrationsby i powiatet Będzin. Wojkowice ligger i Schlesiske højland, ved floden Brynica (biflod til Wisła), og hører historisk til Lillepolen. Dens navn kommer fra det gamle polske fornavn Wojek, som måske har været en diminutiv af Wojslaw.

## Historie
Bosættelsen Wojkowice Komorne blev første gang nævnt i 1271. I 1277 blev et romersk-katolsk sogn åbnet i det nærliggende Kamień sammen med kirken St. Peter og Paul. Området Wojkowice blev sandsynligvis ødelagt under den mongolske invasion af Polen (1240'erne). Jan Długosz nævner i sine værker Wojkowice, men skriver ikke om Żychcice. I den sene middelalder tilhørte området Schlesien og hertugerne af Bytom og Cieszyn, som efter mongolske razziaer, grundlagde flere nye landsbyer.
I det 15. århundrede kom området under biskoppen af Kraków, som en del af Hertugdømmet Siewierz. I 1470'erne skrev Jan Długosz i sin Liber beneficiorum, at Wojkowice Komorne var en landsby i sognet Siewierz. I slutningen af 1780'erne var befolkningen i Wojkowice Komorne 214 med 32 huse. Der blev allerede udvundet Jernmalm i området. Begge landsbyer (Wojkowice Komorne og Żychcice) forblev en del af Den polsk-litauiske realunion indtil 1795. Efter Polens tredje deling blev det tidligere hertugdømme Siewierz' territorium erobret af Kongeriget Preussen, som en del af den nyoprettede provins Ny Schlesien (oktober 1795).
Preussiske myndigheder investerede kraftigt i industrialiseringen af regionen. I 1797 åbnede de en lille kulmine og ansatte en række indbyggere i provinsen i virksomhederne i provinsen Schlesien. Under Napoleonskrigene blev Ny Schlesien annekteret til Hertugdømmet Warszawa, hvilket afsluttede 12 års preussisk styre. I 1815 blev hertugdømmet Warszawa forvandlet til det russisk-kontrollerede Kongrespolen, og forblev under russisk kontrol indtil 1. verdenskrig. I slutningen af det 19. århundrede var der både en kul-, kalamin- og blymine i Wojkowice Komorne.